# Spondylurus macleani
Espèce
Synonymes
- Mabuya macleani Mayer & Lazell, 2000

Spondylurus macleani est une espèce de sauriens de la famille des Scincidae.

## Répartition
Cette espèce est endémique de Carrot Rock au sud de Peter Island aux îles Vierges britanniques.

## Étymologie
Cette espèce est nommée en l'honneur de William P. MacLean III (1943–1991).

## Publication originale
- Mayer & Lazell, 2000 : A new species of Mabuya (Sauria: Scincidae) from the British Virgin Islands. Proceedings of the Biological Society of Washington, vol. 113, no 4, p. 871-886 (texte intégral).